# Edward Downes

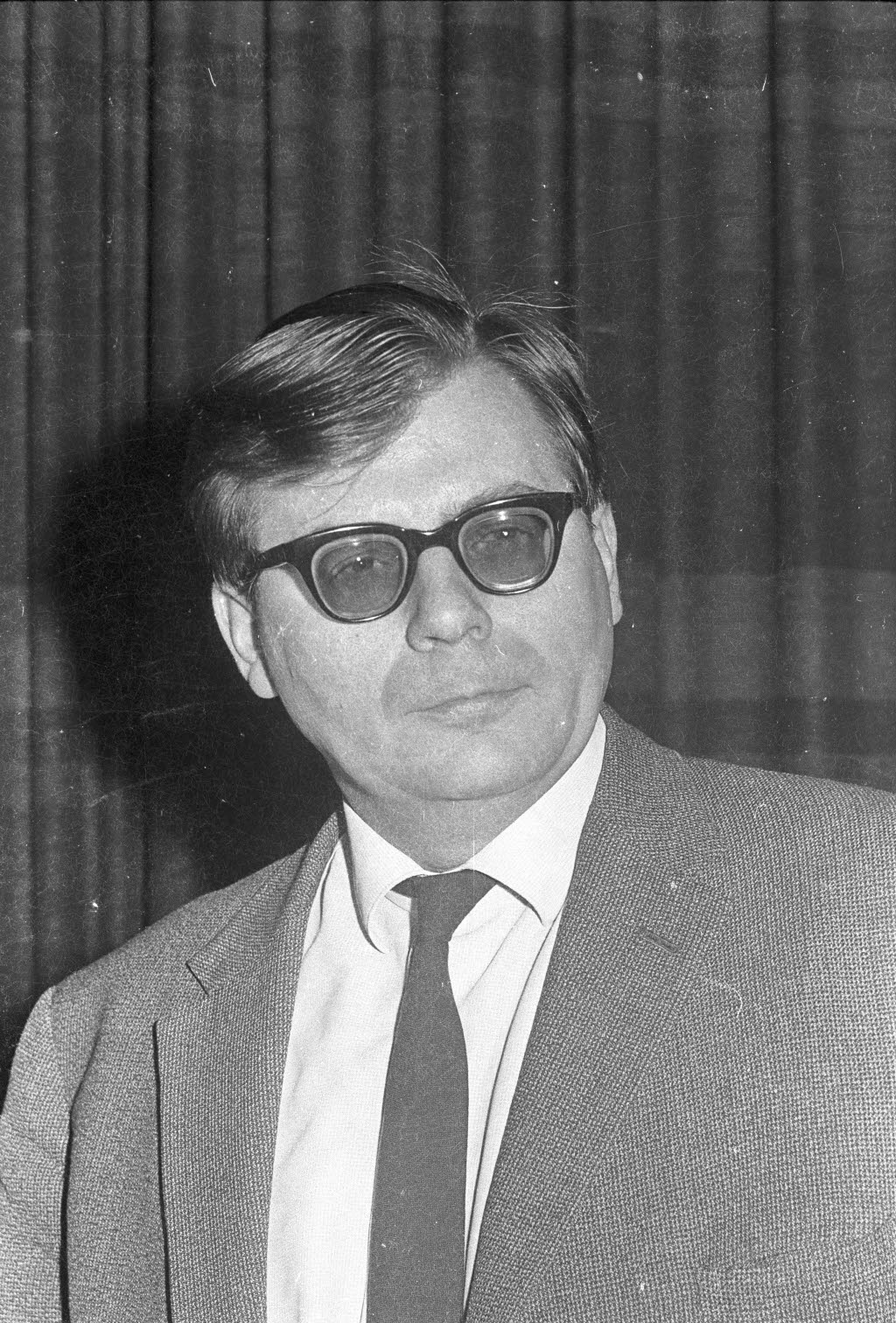
Edward Downes (1966)

Sir Edward Downes (* 17. Juni 1924 in Birmingham; † 10. Juli 2009 in Zürich) war ein britischer Dirigent.
Obwohl er im Alter von 15 Jahren aus Geldmangel den Schulbesuch abbrechen musste, konnte er dank eines Stipendiums an der Birmingham University Englisch und Musik studieren. Am Royal College of Music belegte er ein Aufbaustudium. Er spielte Englischhorn und kam Mitte der 1940er Jahre in Opernaufführungen als Orchestermusiker zum Einsatz. Mit einem Carnegie-Stipendium konnte er bei Hermann Scherchen, damals Chefdirigent des Studioorchesters beim Schweizer Rundfunk, das Dirigieren erlernen. Er dirigierte ab 1952 regelmäßig am Royal Opera House, wo er unter anderem 25 der 28 von Giuseppe Verdi komponierten Opern aufführte. Bei der Aufführung der Oper Katerina Ismailowa 1963 kam es zu einer intensiven Zusammenarbeit mit deren Komponisten Dmitri Dmitrijewitsch Schostakowitsch.
Ab 1970 war er Dirigent an der Australischen Oper. Das Sydney Opera House wurde mit einer von ihm dirigierten Aufführung von Prokofjews Oper Krieg und Frieden eröffnet. Später war er Dirigent des Niederländischen Rundfunkorchesters, von 1980 bis 1991 war er Chefdirigent des BBC Philharmonic. 1986 wurde er als Commander in den Order of the British Empire aufgenommen und 1991 als Knight Bachelor („Sir“) geadelt. Seine Tätigkeit am Royal Opera House beendete er 2005.
Nachdem seine erste Ehe geschieden worden war, heiratete er Mitte der 1950er Jahre die Tänzerin und Choreographin Joan Weston (* 1934 oder 1935; † 10. Juli 2009), mit der er zwei Kinder hatte. Als diese unheilbar an Krebs erkrankte und er selbst unter dem fortschreitenden Verlust seines Gehörs litt, schieden beide mit Hilfe der Schweizer Sterbehilfeorganisation Dignitas aus dem Leben.